# Gienanth Group

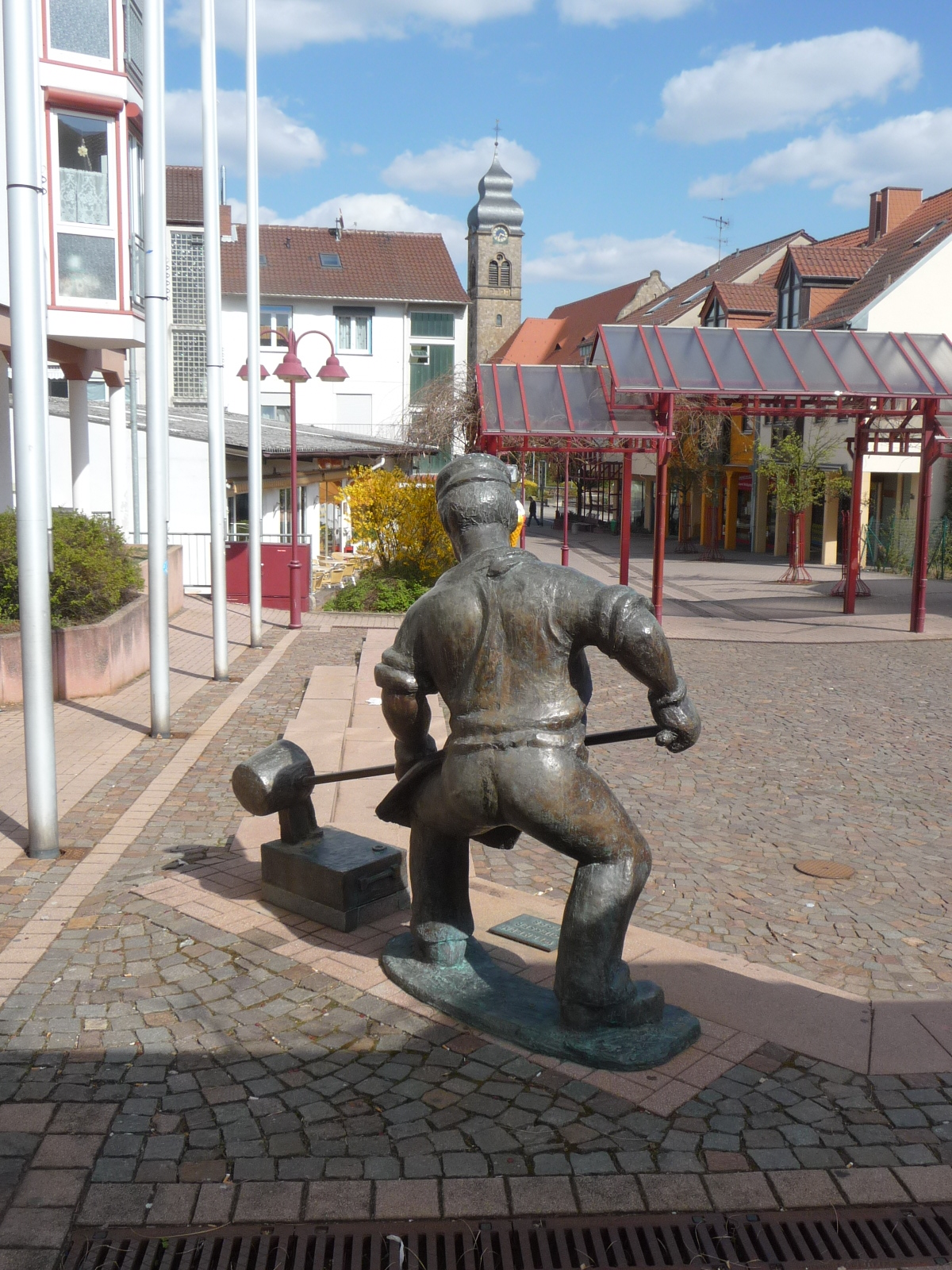
Eisengießen –
Tradition in Eisenberg

Die Gienanth Group GmbH ist eine Gießerei mit Hauptsitz in Eisenberg (Pfalz).

## Geschichte
Schon in römischer Zeit lässt sich Eisenindustrie im Gebiet von Eisenberg nachweisen. Eine Eisenschmelze bestand schon 1688. Als Grundlage für die Eisengewinnung gelten lokale Eisenerzlagerstätten im Stumpfwald und Holzkohle, die von Köhlern aus den umliegenden Wäldern stammte.
Die Gienanth Group GmbH in Eisenberg (Pfalz) geht auf ein Hammerwerk zurück, das 1734 durch Fürst Carl von Nassau-Saarbrücken gegründet und einige Jahre später von Johann Jakob Gienanth gepachtet wurde. Damit gehörte das Werk zu dem weitverzweigten Imperium der Industriellenfamilie Gienanth (ursprünglich Guinand), die an verschiedenen Standorten in der Pfalz Hüttenwerke betrieb. Ab 1784 entstand das Eisenwerk Gienanth.
Die ab 1876 eröffnete Eistalbahn diente dem Gütertransport in Richtung Grünstadt. Während sie während der ersten Jahrzehnte in Eisenberg endete, folgte 1932 eine Durchbindung bis nach Enkenbach; dieser Streckenabschnitt führt unmittelbar am Werksgelände entlang.

## Gegenwart
Heute agiert das Unternehmen als Lösungsanbieter im Eisenguss. Haupterzeugnisse sind u. a. Zylinderkurbelgehäuse und Anbauteile für Großmotoren, welche meist als Stromgeneratoren, in Lokomotiven oder auf Schiffen eingesetzt werden. Außerdem werden Produktlösungen für die Maschinenbau- sowie die Mobilitätsindustrie hergestellt.
Seit 2005 ist die 1449 gegründete Eisengießerei in Fronberg (Bayern) eine Tochtergesellschaft der Gienanth GmbH.
Seit 2015 ist Gienanth im Besitz der Deutschen Beteiligungs AG.
Seit 2018 gehört die 1956 von der Daimler-Steyr-Puch AG gegründete Eisengießerei im österreichischen Steyr zur Unternehmensgruppe Gienanth.
Seit 2021 gehört das Bearbeitungsunternehmen Gienanth Zaigler MBA GmbH mit Sitz im fränkischen Kulmbach sowie die ehemalige Trompetter Guss Chemnitz GmbH, welche nun als Gienanth Chemnitz Guss GmbH firmiert, zur Unternehmensgruppe. 

## Großbrand und Insolvenz 2023
Bei einem durch Probleme im Produktionsprozess ausgelösten Großbrand am 2. Juni 2023 wurde die historische Produktionshalle der Gienanth Chemnitz Guss GmbH vollständig zerstört. Ein Wiederaufbau wurde verworfen und die Ruinen abgerissen.
Bedingt durch den Brand, den daraus resultierenden Produktionsausfall, hohe Energie- und Rohstoffpreise, sowie durch den Wegfall mehrerer Großaufträge infolge der wegen des Ukrainekriegs verhängten Sanktionen gegen Russland und dort ansässige Firmen, mussten im Dezember 2023 mehrere Standorte bzw. Tochterfirmen der Unternehmensgruppe Insolvenz in Eigenverwaltung bei Gericht anmelden. Betroffen sind neben der Gienanth GmbH die Gienanth Group GmbH und die Gienanth Sales GmbH (beide Eisenberg), die Fronberg Guss GmbH (Schwandorf) sowie die Gienanth Zaigler MBA GmbH (Kulmbach).

## Belege
1. 1 2  Konzernjahresabschluss per 31. Dezember 2019, veröffentlicht auf bundesanzeiger.de, abgerufen am 19. Februar 2021
2. ↑  Oberflächennahe mineralische Rohstoffe in Rheinland-Pfalz. Landesamt für Geologie und Bergbau Rheinland-Pfalz, 2007, S. 72, abgerufen am 6. September 2018.
3. ↑  Die Inschrift auf der Gusstafel im Werk nennt das Jahr 1734 und den Fürsten Carl von Nassau-Saarbrücken, das ist Karl August von Nassau-Weilburg.
4. ↑   https://www.tag24.de/chemnitz/feuerwehreinsatz-chemnitz/grossbrand-in-chemnitz-explosionsgefahr-gebannt-aber-feuer-weiter-nicht-geloescht-2853044
5. ↑  S. W. R. Aktuell: Gießerei Gienanth in Eisenberg insolvent. 1. Dezember 2023, abgerufen am 29. Dezember 2023.